# Diane O’Grady
Diane Carolyn O’Grady (* 23. November 1967 in North Bay) ist eine ehemalige kanadische Ruderin. Sie gewann 1996 die olympische Bronzemedaille im Doppelvierer.

## Sportliche Karriere
Zum Zeitpunkt ihrer Ruderkarriere trat die 1,80 m große Diane O’Grady für den Kingston Rowing Club im englischen Kingston-upon-Thames an. Bei den Panamerikanischen Spielen 1995 gewannen Silken Laumann, Marnie McBean, Diane O’Grady und Wendy Wiebe den Wettbewerb im Doppelvierer, der Sieg wurde wegen eines Dopingvergehens von Silken Laumann aber wieder aberkannt. Bei den Weltmeisterschaften 1995 in Tampere gewann der deutsche Doppelvierer vor Laryssa Biesenthal, Diane O’Grady, Marnie McBean und Kathleen Heddle. In der gleichen Besetzung gewannen die Kanadierinnen die Bronzemedaille bei den Olympischen Spielen 1996 in Atlanta hinter dem deutschen Doppelvierer und den Ukrainerinnen. 1997 trat Diane O’Grady noch einmal bei den Weltmeisterschaften an und belegte zusammen mit Theresa Luke, Maria Maunder und Jennifer Browett den sechsten Platz.